# Thermaikos
Thermaikos (in greco Θερμαϊκός?) è un comune della Grecia situato nella periferia della Macedonia Centrale (unità periferica di Salonicco) con 37 126 abitanti secondo i dati del censimento 2001.
A seguito della riforma amministrativa detta Programma Callicrate in vigore dal gennaio 2011 che ha abolito le prefetture e accorpato numerosi comuni, la superficie del comune è ora di 133 km² e la popolazione è passata da 20.253 a 37.126 abitanti.